# Enicospilus forsythei
Enicospilus forsythei là một loài tò vò trong họ Ichneumonidae.